# Chelinae
Chelinae is een onderfamilie van schildpadden uit de familie slangenhalsschildpadden (Chelidae). 

## Naam en taxonomie
De groep werd voor het eerst wetenschappelijk beschreven door John Edward Gray in 1825.

## Taxonomie
Er zijn 22 soorten die verdeeld worden in zeven geslachten. De onderfamilie omvat de volgende geslachten, met de auteur, het soortenaantal en het verspreidingsgebied: 
| Naam                                | Auteur          | Soorten | Verspreidingsgebied |
| ----------------------------------- | --------------- | ------- | --- |
| Acanthochelys                       | Gray, 1873      | 4       | Zuid-Amerika (Argentinië, Bolivia, Brazilië, Paraguay) |
| Chelus                              | Duméril, 1806   | 2       | Zuid-Amerika (Bolivia, Peru, Ecuador, Colombia, Venezuela, Guyana, Frans-Guyana, Suriname, Brazilië, Trinidad), geïntroduceerd in de Verenigde Staten (Florida) |
| Kikkerkopschildpadden (Mesoclemmys) | Gray, 1873      | 9       | Noord- en Midden- (Colombia, Peru, Bolivia, Brazilië, Frans-Guyana, Suriname, Venezuela, Paraguay, Argentinië, Ecuador, Trinidad, Guyana)                       |
| Paddenkopschildpadden (Phrynops)    | Wagler, 1830    | 4       | Zuid-Amerika (Venezuela, Colombia, Ecuador, Peru, Brazilië, Bolivia, Paraguay, Argentinië, Uruguay, Guyana)                                                     |
| Platemys                            | Schneider, 1792 | 1       | Zuid-Amerika (Colombia, Venezuela, Guyana, Frans-Guyana, Suriname, Ecuador, Peru, Bolivia, Brazilië)                                                            |
| Ranacephala                         | Mertens, 1967   | 1       | Zuid-Amerika (Brazilië) |
| Rhinemys                            | Spix, 1824      | 1       | Zuid-Amerika (Colombia, Brazilië) |